# John MacDermott (baron)
Pour les articles homonymes, voir John McDermott (homonymie).
John Clarke MacDermott, Baron MacDermott né le 12 avril 1896 et mort le 13 juillet 1979 est un homme politique irlandais et avocat.
En 1940, il est nommé ministre de la Sécurité publique au sein du gouvernement d'Irlande du Nord.